# Иван Караджов (футболист)
Вижте пояснителната страница за други личности с името Иван Караджов.
Иван Караджов е български футболист, вратар.

## Биография
Юноша на ЦСКА от 1999, играе като вратар, започва да тренира с мъжете и да влиза в групата за мачове на ЦСКА от сезон 2007/08, но дебютира в последния мач на сезон 2008/09 срещу Локомотив Мездра. През сезон 2007/08 е даден под наем на Рилски Спортист Самоков, след което се завръща в ЦСКА. Носител на купата на България през 2010/11 и на суперкупата на България през 2008 и 2011 с ЦСКА. В началото януари 2012 преминава в Локомотив Пловдив. Стига до финал за Купата на България но загубва от Лудогорец. Същата година преминава в Славия София. На 8 февруари 2013 преминава в Берое Стара Загора, където печели купата на България за 2012/13 и суперкупата на България за 2013. В Берое Стара Загора играе до 2014, след което известно време е без отбор. Следващия му отбор през 2016 е Верея Стара Загора, а на 25 февруари 2017 преминава в Шахтьор Солигорск Беларус, а през март 2018 преминава в Арда Кърджали. Играе финал за Купата на България загубен от ЦСКА (София). Напуска Арда Кърджали на 29 декември 2021, за да подпише същия ден с централен спортен клуб на армията 1948, като остава в тима до 10 юни 2022. От лятото на 2022 играе отново за Берое Стара Загора.
Изиграва 12 мача за националния отбор на България до 19 години като участва и на Европейското първенство до 19 години през 2008 в Чехия, след което играе и 3 мача за младежкия тим до 21 години. През 2009 е извикан в групата за два мача на националния отбор на България, но не влиза в игра. Дебютира за националния отбор на България на 5 юни 2021 при загубата с 1:0 от Русия в приятелска среща. Изиграва 3 мача за тима.